# Vicki-May Hamm
 (mai 2025).
Pour les articles homonymes, voir Hamm (homonymie).
Vicki-May Hamm, née le 11 mai 1970 à Brantford en Ontario, est une technicienne en travail social, entrepreneure, autrice et femme politique canadienne.
De 2005 à 2009, elle est conseillère municipale du district du Canton de la ville de Magog et ensuite la première mairesse de cette ville de 2009 à 2021.

## Biographie

### Formation et carrière professionnelle
Diplômée en techniques de travail social (DEC) au Collège de Sherbrooke en 1991, Vicki-May Hamm entame sa carrière dans le domaine du communautaire en tant qu'intervenante en action communautaire au CLSC Alfred-Desrochers, en 1993.
Elle oriente ensuite son parcours vers des postes de coordination de projets et de direction au sein d'organismes à but non lucratif, principalement situés dans la région de Memphrémagog, tels que le Carrefour du partage de Magog (CAB), le regroupement des organismes communautaires, l'Association québécoise de défense des droits des personnes retraitées et préretraitées (AQDR) Memphrémagog, le Centre des femmes Memphrémagog, Femmes et politique municipale de l’Estrie et la Table de concertation aux aînés de la MRC de Memphrémagog. Elle est d’ailleurs membre fondatrice de plusieurs organismes communautaires.
Elle devient ensuite agente de développement pour le Journal The Outlet, en 2000, pour ensuite revenir dans le domaine communautaire en tant qu’intervenante communautaire au courant de la même année, et comme travailleuse communautaire au CLSC – Centre hospitalier et d’hébergement Memphrémagog, en 2001. C’est au courant de cette même année que Vicki-May Hamm obtient son attestation de spécialisation professionnelle en lancement d’une entreprise (ASA), au Centre de formation professionnelle du Centre de services scolaires des Sommets, qui lui fait prendre un tout nouveau tournant dans sa carrière professionnelle.
En 2002, Hamm commence sa carrière dans le monde de l’entrepreneuriat en fondant son entreprise Vicki-May Hamm | Groupe conseil en tant que conseillère en développement économique.
Parallèlement, elle met son expertise au profit de la région de Brome-Missisquoi pour le Centre local de développement (CLD), en 2003, où elle développe des outils pour les entrepreneurs, puis en 2007, où elle coordonne la cellule de mentorat d’affaires Brome-Missisquoi.
En 2008, elle devient directrice générale, par intérim, du Cirque des étoiles Memphrémagog, avant de se lancer dans la course à la mairie de Magog aux élections de 2009, après quatre années à titre de conseillère municipale.
À la lecture de son CV, on constate qu’elle est ne cesse d’accepter de nouvelles opportunités professionnelles; se décrivant elle-même comme une agente de développement et de changement. Elle s’implique là où sont les besoins et cherche constamment de nouveaux défis.

### Implication municipale

#### Conseillère municipale (2005-2009)
En 1999, elle se présente aux élections municipales du Canton de Magog pour un poste de conseillère, mais ne gagne pas ses élections. En 2005, Vicki-May Hamm se présente de nouveau, cette fois-ci au sein de la nouvelle ville de Magog, à la suite des fusions municipales forcées, effectuées au début des années 2000, et devient conseillère du district du Canton. 
En 2009, devant la situation économique extrêmement difficile et le manque de plan d’action pour la diversification et la relance de l’économie magogoise, elle se lance dans une campagne électorale à la mairie avec une plateforme électorale à saveur économique. Elle valorise notamment le modèle coopératif (économie sociale) comme solution de relance de la station de ski; saga qui fait couler beaucoup d'encre dans les médias et qui déchire la région.

#### Mairesse de Magog (2009-2021)
Le 1er novembre 2009, elle devient la première mairesse de Magog, depuis sa création, en 1888. Tout au long de ses trois mandats, elle entreprend des projets d'envergure qui répondent à son objectif de développement, de modernisation et de diversification de l'économie de la Ville de Magog.

### Projets d'envergure réalisés durant les trois mandats

#### Création de Magog Technopole
En 2009, le contexte économique, dans lequel Mme Hamm entre en poste à la mairie, traverse une période plus creuse, où depuis 2004, plus de 4 000 emplois industriels sont perdus dans le secteur de l’automobile, du textile et de l’imprimerie.  En fait, comme plusieurs villes industrielles québécoises, Magog souffre du déclin du secteur manufacturier. Celui-ci occasionne notamment la fermeture de deux usines de textiles significatives en termes du nombre d’effectifs et du caractère historique des deux compagnies, soit la CS Brooks, en 2008, puis quelques années plus tard, la DICFO, en 2011, en plus d’encaisser la fermeture de multiples entreprises manufacturière telles qu’une usine de transformation agroalimentaire d’Olymel, en 2005  , l’imprimerie Québécor et la compagnie Dana Canada, en 2009 , pour ne nommer que celles-ci.
C’est en utilisant son expertise en développement que Vicki-May Hamm désire stimuler l’activité économique dans la ville de Magog :

« Je viens du développement économique, et Magog a connu des coups très difficiles. Je voyais que ça ne fonctionnait pas, et comme entrepreneure, je me suis dit que mon expertise en développement, démarrage et réorganisation pourrait servir. Magog a beaucoup de potentiel. Je n’ai pas envie que mes quatre enfants quittent la région parce qu’ils ne trouvent pas d’emploi. »

C'est avec cette vision entrepreneuriale que la Ville de Magog, crée l’entité légale Magog Technopole, une société à but non-lucrative, destinée au développement d’entreprises technologiques, par l’implantation d’entreprises du domaine des technologies de l’information et des communications (TIC).  Cette organisation a pour but de relancer, mais également de diversifier l’économie magogoise en faisant des TIC un levier pour le développement économique local.
Un second objectif du ciblage de ce secteur d’activités est l’attraction et la rétention des jeunes à Magog; celle-ci faisant face à un vieillissement accéléré de sa population. En 2020, Magog Technopole regroupe plus de 75 entreprises en TIC, créant près de 500 nouveaux emplois et représentant un chiffre d’affaires combiné de 43 M$ et une masse salariale de 20 M$, attirant des investissements de 16 M$ en recherche et développement.
Un Quartier TIC est même délimité au centre-ville par la Ville de Magog, concentrant ces entreprises dans un même secteur et, de ce fait, favorisant l’achalandage auprès des commerces et des restaurants du centre-ville.

#### Conversion de l’église Sainte-Marguerite-Marie en bibliothèque municipale et création de l’Espace culturel de Magog
La conversion de l’église Sainte-Marguerite-Maire en bibliothèque est un dossier qui crée une division au sein du conseil municipal et de la population, donnant lieu à un référendum, mais se transforme rapidement en un symbole de fierté pour tous les citoyens et citoyennes de Magog.
En 2008, la Ville de Magog se voit céder l’église Sainte-Marguerite-Marie, située dans le quartier des Tisserands.  Le conseil municipal décide par la suite d’y déménager la bibliothèque municipale plutôt qu’à l’intérieur d’un édifice neuf sur l’îlot Tourigny-Sutton.
Les travaux, nécessitant un investissement de 10,5 M$, débutent en 2009 et prennent fin en 2011 pour finalement y abriter la Bibliothèque municipale Memphrémagog. En 2012, le sous-sol de cette dernière devient l’Espace culturel, avec un auditorium et des salles polyvalentes et de réunion, accueillant des activités de toutes sortes.  Ce projet novateur se voit récompensé lors de la 8e édition du mérite Ovation municipale et par l’Association des communicateurs municipaux du Québec en 2012, en plus de faire partie de l’une des plus belles bibliothèques du Québec.  Il constitue aussi un projet monumental dans l’objectif de revitalisation du quartier des Tisserands.

#### Restauration de la Maison Merry en lieu de mémoire citoyen
En 2008, la maison ancestrale de la famille Merry, considérée comme la famille fondatrice du Magog moderne, est acquise par la Ville de Magog et en 2009, elle est citée comme immeuble patrimonial.
Quelques années s’écoulent, durant lesquelles se tiennent plusieurs consultations publiques et rencontres de comités de travail, pour finalement lancer le projet de réfection et de mise en valeur. En 2016, on annonce l’octroi du financement nécessaire de 1,1 M$ par Québec et Ottawa pour la réalisation de la conversion de la plus vieille maison du Magog urbain en lieu de mémoire citoyen, un projet évalué à 3,5 M$. Arrimé à une campagne de financement publique, des donateurs privés, l’implication de la Ville de Magog et de la MRC de Memphrémagog, les travaux sont entrepris en septembre 2017 et le projet voit le jour en juillet 2018.
On peut dorénavant[Qui ?] y voir des expositions temporaires et une permanente, ainsi que des activités mettant en valeur l’histoire de Magog et de sa région. Ce projet, constituant le premier lieu de mémoire citoyen de Magog, représente un ajout culturel considérable dans le paysage magogois.
En 2019, la Maison Merry se voit récompenser par le prix Excellence de la Société des musées du Québec pour son projet de sauvegarde et de mise en valeur de son bâtiment patrimonial.

#### Construction de la nouvelle caserne
Depuis 2016, la Ville de Magog se voit réorganiser son service incendie, qui en a grandement besoin, par plusieurs nouvelles installations : « L’installation de nouvelles bornes sèches au lac Lovering, le réaménagement de la caserne 2 (secteur Southière), […], l’achat d’un nouveau camion et d’un bateau de sauvetage et, la mise en place d’une structure permanente de 36 pompiers.»
Finalement, en 2017, la Ville de Magog entame la construction de la nouvelle caserne 1 du Service de sécurité incendie de la Ville de Magog, représentant un investissement de 5,5 M$.  Dans le cadre de la restructuration du Service de sécurité incendie, cette nouvelle caserne, d’une superficie de 21 200 pi2 et de deux étages , offre plus d’espace pour l’entretien et la manœuvre des véhicules; la Ville de Magog ayant acquis un camion-échelle en 2011, et la précédente caserne n’offrant pas les dimensions nécessaires pour la recevoir.  Ces travaux sont également réalisés dans l’optique d’améliorer la couverture de risques en sécurité incendie et d’être plus efficace lors d’incendies.

#### Revitalisation du centre-ville de Magog
La revitalisation du centre-ville est le projet de modernisation et de restructuration le plus important concrétisé sous les trois mandats de Hamm, ayant été en poste du début jusqu’à la toute fin des travaux.
Le projet est attendu de la part de nombreux intervenants locaux et résidents depuis plusieurs années. De 2013 à 2015, plusieurs consultations publiques se déroulent concernant l’avenir et la vision du développement du centre-ville, s’échelonnant sur une période de trois ans.
À chaque étape, la Ville est accompagnée par la Fondation Rues Principales, un organisme à but non-lucratif œuvrant dans la revitalisation des cœurs de villes et de villages. Ce processus, axé sur la concertation auprès des acteurs locaux, établit, dans un premier temps, les préoccupations et les attentes des citoyens de Magog tout en ciblant les enjeux liés au développement du centre-ville de Magog.
Une vaste opération de sondages est également effectuée en amont pour connaître la provenance des personnes fréquentant le centre-ville, leur degré d’appréciation et leurs habitudes de consommation dans cette zone de la ville. Une enquête est aussi menée par rapport au stationnement; un sujet important dans un projet revitalisation de centre-ville. Une fois ces données récoltées, un guide d’orientations voit le jour en 2015, pour permettre l’élaboration des travaux.
C’est l’année suivante, en 2016, que la Ville de Magog élabore un plan directeur concernant le réaménagement du centre-ville. Trois années plus tard, en avril 2019, les travaux de revitalisation de la première phase, représentant un investissement total de 22,4 M$ débutent pour se terminer en décembre de la même année. Cette phase englobe des travaux d’envergure tels que la réfection complète des infrastructures souterraines et des aménagements de surface de la rue Principale Ouest, à partir de la rue Merry Nord jusqu'à la rue Sherbrooke, l’enfouissement des réseaux électriques et de télécommunications, le déplacement d’une conduite de gaz, la réfection du passage piétonnier vers le Bras-de-rivière et de la rue de la Grosse-Pomme et le remplacement du mur de soutènement sur la rue Merry Sud.
La deuxième phase débute à la fin du mois d'avril 2020 et se termine au mois de juin 2020 permettant ainsi de retirer les poteaux électriques, de reconstruire et d’élargir les trottoirs, d’installer les cadres et les grilles des fosses de plantation, le mobilier urbain de même que le pavé de béton pour les traverses piétonnières, de planter les végétaux et finalement, de compléter le pavage et le marquage de la chaussée. Malgré la pandémie de la Covid-19, qui sévit durant l’été 2020, les Magogoises et Magogois, ainsi que les touristes, profitent amplement des transformations au centre-ville de Magog, où un achalandage touristique ne s’essouffle pas tout au long de la saison estivale.

## Implications

### La Fédération canadienne des municipalités (FCM)
Elle est membre de la Fédération canadienne des municipalités (FCM) depuis 2016, c’est lors du congrès annuel de la FCM à Halifax, en Nouvelle-Écosse en 2018, que Vicki-May Hamm se fait élire en tant présidente de la FCM.  Elle souhaite y faire rayonner les municipalités québécoises, en plus d’encourager les maires et les mairesses du Québec à rejoindre cette dernière et de représenter fièrement la minorité francophone. Elle désire ardemment moderniser les relations entre le palier fédéral et municipal, notamment sur le plan des infrastructures, des logements sociaux, du cannabis, qui vient tout juste d’être légalisé en 2018, et en favorisant une meilleure inclusion des villes dans le processus décisionnel du gouvernement fédéral.

### Union des municipalités du Québec (UMQ)
La mairesse de Magog s’implique également au sein de l’Union des municipalités du Québec (UMQ) en commençant par s’impliquer dans des comités (présidente du comité de travail sur les villes intelligente de 2015 à 2018), des commissions (membre de la Commission de développement économique ainsi que la Commission des assises annuelles de l’UMQ) et des caucus (présidente du Caucus des Cités régionales de l’UMQ de 2017 à 2018). En 2017, elle devient membre du conseil d’administration et du comité exécutif (2017-2020) de l’UMQ.

## Publication du livreDéployons nos Elles
Le 3 mai 2021, Vicki-May Hamm lance officiellement le livre Déployons nos Elles sur la plateforme estrienne de sociofinancement La Ruche. Ce livre, portant sur le leadership au féminin, est teinté de ses multiples réflexions, astuces et tranches de vie inspirées par ses nombreuses années dans l'arène politique. Elle a également comme objectif de remettre 10 $ par livre vendu pour le Centre des femmes Memphrémagog, dont elle est membre fondatrice.

### Bénévolat
Vicki-May Hamm s’implique également à titre de panéliste dans plusieurs conférences portant sur le rôle des femmes en politique, les stratégies de développement économique et technologique des municipalités, l’environnement et la sécurité ferroviaire.
Elle s'engage également dans plusieurs organismes comme présidente d’honneur et ambassadrice, comme par exemple :
- Le Relais pour la vie de Magog :
- Le Défi têtes rasées Leucan ;
- Le Gala de la robe rouge ;
- Le Défi Oser Avancer, un projet développé par Actions Interculturelles ;
- Le Projet F au profit de la Fondation de l’hôpital de Memphrémagog.

La mairesse ne ménage pas non plus ses activités d’implication sociale en étant membre bénévole de plusieurs conseils d’administration :
- L’École nationale de police du Québec ;
- Le Théâtre de la Marjolaine ;
- Le Cirque des étoiles Memphrémagog.

Elle met à profit son leadership en devenant la vice-présidente et ensuite la trésorière de la Corporation ski et golf du Mont Orford et présidente de Magog Technopole.

## Prix et distinctions

### Médaille du jubilé de la reine Élisabeth II
La médaille du jubilé d’or et de diamant de la reine Élisabeth II lui sont remises respectivement en 2002 et en 2012, soulignant le cinquantième et le soixantième anniversaire de l’accession au trône de Sa Majesté la reine Élisabeth II. Ce prix est remis à un citoyen canadien ayant apporté une contribution majeure au Canada, à une province, un territoire, une collectivité ou ayant été responsable d’un projet exceptionnel à l’international, ayant fait rayonner le Canada.

### Prix Aequitas
Le Prix Aequitas, qui lui est décerné en 2014, est remis aux femmes qui contribuent efficacement à atteindre l’objectif d’équité homme-femme dans les lieux de pouvoir.  Ce prix est remis par le comité de sélection des membres de Pépines, un organisme à but non-lucratif de l’Estrie qui a pour mission de promouvoir la participation et l’engament des femmes au développement socio-économique, tout en permettant l’accès des femmes aux sphères décisionnels.

### PrixWomen of influence in local government
Le prix Women of influence in Local Government lui est décerné par Municipal World en 2019, une société de médias du monde municipal, qui est remis à une femme politique pour son implication et sa contribution dans sa communauté.

### Prix Francine-Ruest-Jutras
Le prix Francine-Ruest-Jutras, lui est décerné en 2019 par l'UMQ pour sa contribution à la participation des femmes à la vie politique municipale, soulignant la promotion du rôle des femmes par son implication dans les instances décisionnelles depuis une quinzaine d’années.

### Prix Pam-McConnell
Récipiendaire du prix Pam-McConnel en 2020, remis par la Fédération canadienne des municipalités (FCM). Le prix Pam-McConnell souligne la contribution à l’égalité femmes-hommes dans les programmes internationaux de la FCM, plus particulièrement sa participation au Programme pour un leadership municipal inclusif (PLMI), où elle a pu par exemple, partager à trois reprises en Tunisie, son expérience de politique municipale à l’international.

### Prix Mérite Estrien
En juin 2021, Vicki-May Hamm se voit décerner le Mérite estrien, remis par le jury du journal La Tribune dans la catégorie Personnalité pour son parcours en politique, particulièrement en ce qui concerne la présence des femmes dans ce domaine majoritairement masculin.

### Autres prix et distinctions
- Récipiendaire du prix Bernard-Francoeur décerné par l’école secondaire de la Ruche à d’anciens élèves pouvant servir de modèles, 2013-2014 ;
- Récipiendaire du prix Femmes de mérite dans la catégorie services publics décerné par le YWCA, 2012 ;
- Récipiendaire du Prix Grande Bénévole Magog-Orford, Gala des bénévoles, 2002 ;
- Finaliste dans le cadre du concours Femme Club l’Oréal Paris, organisé par Canal Vie, 2001 ;
- Mention d’honneur lors des Prix Persillier-Lachapelle, décernée par le ministère de la Santé et des Services sociaux pour le programme Médic-Action de l’AQDR Memphrémagog, 2000;
- Finaliste aux Prix québécois de la citoyenneté, catégorie Prix Claire-Bonenfant, 1999.